# Kościół św. Barbary w Dołdze
Kościół pod wezwaniem świętej Barbary w Dołdze – kościół parafialny w Dołdze należący do dekanatu międzyrzeckiego.
Pierwszy kościół drewniany w Dołdze wzniesiony i uposażony został w roku 1604 z fundacji księcia Janusza Zbaraskiego, kolejny zbudował w roku 1675 Gabriel Tęczyński. Pierwszy kościół już murowany w 1766 ufundował August Czartoryski. Świątynia ta spłonęła w roku 1989. Obecny kościół parafialny murowany wzniesiony w latach 1990–91 staraniem ks. Kazimierza Komara.